# Ignatz Urban
Ignatz Urban (även Ignatius och Ignaz), född 7 januari 1848 i Warburg i Westfalen, död 7 januari 1931 i Berlin, var en tysk botanist.
Urban blev 1873 filosofie doktor i Berlin, där han vid Botanischer Garten Berlin var förste assistent 1878–1883 och kustos 1883–1889. Han blev professor 1888. Perioden 1889–1913 var han underdirektör för botaniska trädgården och museet.
Urban skrev flera fytografiska verk inom biologins, morfologins och botanikens historia. Efter 1884 arbetade han med Västindiens flora och var en av de främsta kännarna inom området.
Auktorsförkortningen Urb. kan användas då hans namn anges i samband med vetenskapliga namn inom botaniken.